# Przemyśl

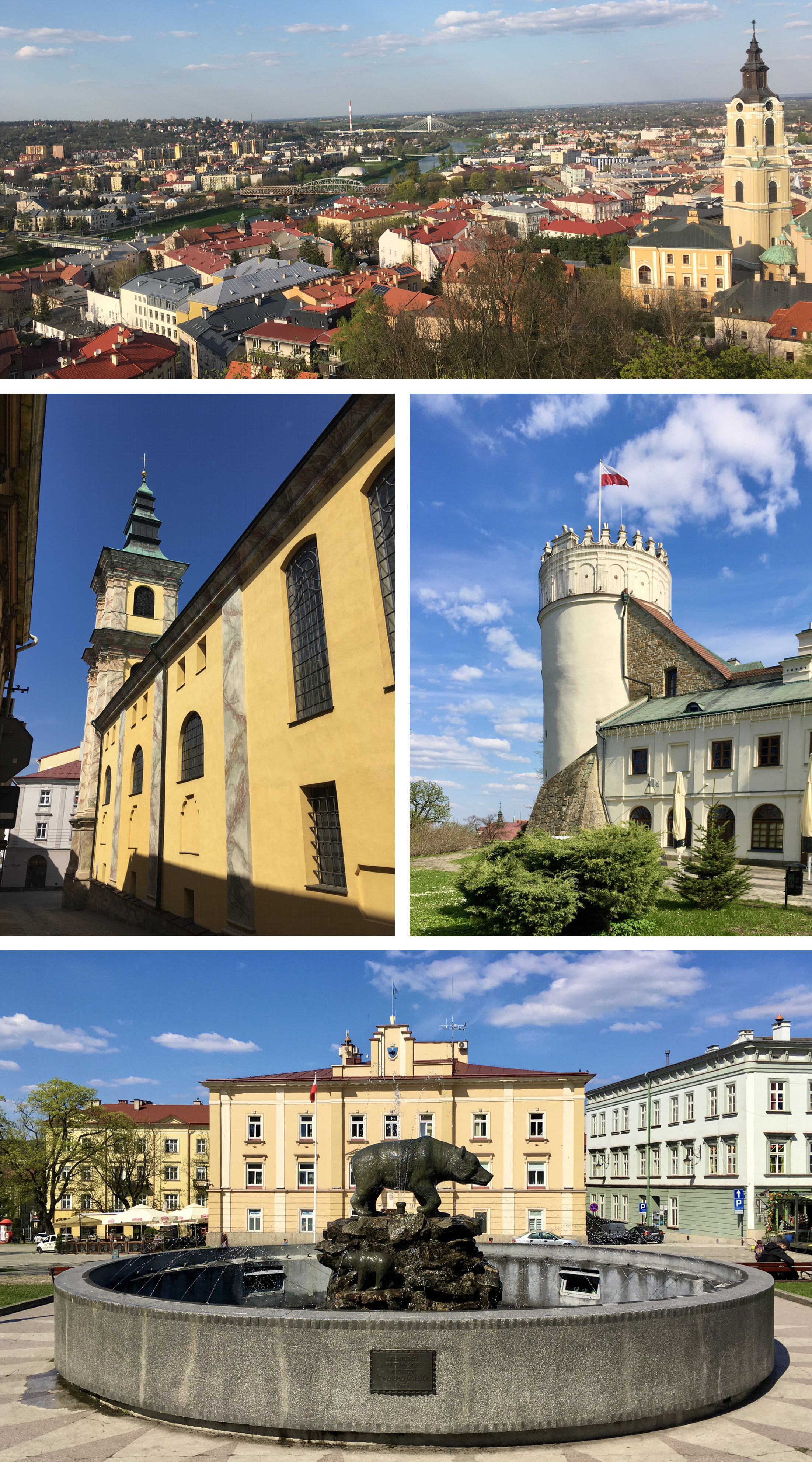
Przemyśl

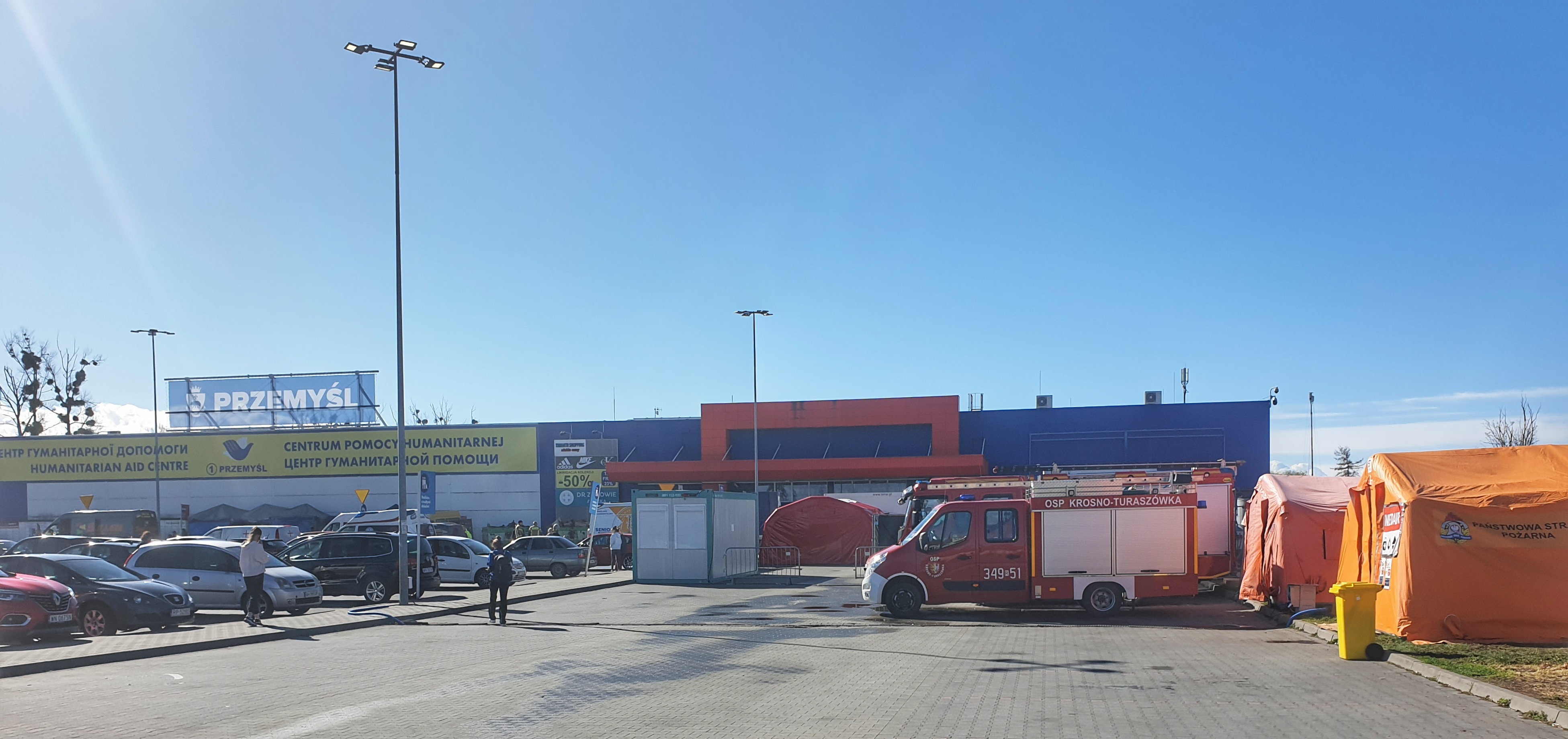
Durchgangslager und Flüchtlingszentrum für Flüchtlinge aus der Ukraine in Przemyśl

Przemyśl [ˈpʃɛmɨɕl] ⓘ (ukrainisch Перемишль Peremyschl; deutsch Przemysl, [veraltet und selten] Premissel, 1939–1941 Deutsch-Przemysl für die Stadtteile nördlich des San) ist eine Stadt mit nahezu 60.000 Einwohnern in der Woiwodschaft Karpatenvorland im äußersten Südosten Polens am Fluss San. Die Stadt liegt verkehrsgünstig an der Grenze zwischen Polen und der Ukraine und ist Grenzbahnhof der Bahnstrecke Lwiw–Przemyśl.
Seit dem Beginn des russischen Überfalls auf die Ukraine am 24. Februar 2022 ist Przemyśl Fluchtpunkt vieler Ukrainer. Hierfür wurde in der Halle eines Supermarkts ein Durchgangslager mit einer Kapazität von mehr als 1000 Plätzen eingerichtet, von dem aus die Weiterbeförderung und die Verteilung der mit Bahn, Bussen und privaten Verkehrsmitteln an der Grenze ankommenden Flüchtlinge organisiert wird.

## Geschichte

### Vorgeschichte
An dieser Stelle gab es bereits Jahrhunderte vor Christus eine große Siedlung der Przeworsk-Kultur, an der Kreuzung einiger Handelswege im strategisch gelegenen Przemyśler Tor (polnisch Brama Przemyska) zwischen den Westkarpaten im Süden und Roztocze im Norden. Es war auch ein Gebiet der Gewinnung von Salzen. Zu den wertvollsten Funden aus dieser Zeit gehört ein goldenes Medaillon des römischen Kaisers Valerius Valens. Die slawische Stammeszeit wird mit den Weißen Kroaten und Lendizen verbunden. Im 10. Jahrhundert stand der Ort unter dem Einfluss der Magyaren, am linken Ufer des Flusses San wurde ein altmagyarisches Gräberfeld gefunden. Am Handelsweg nach Ungarn durch Sanok wurden 700 arabische Dirhame gefunden.
Von etwa 970 bis 981 gehörte Przemyśl zum Polen von Mieszko I.

### Kiewer Rus
Przemyśl im alten Rotburgenland wurde in der Nestorchronik erstmals im Jahre 981 erwähnt, als Großfürst Wladimir I. die ljachische (damals entweder ursprünglich die Bezeichnung für die Lendizen oder zunehmend im ukrainischen Sprachraum allgemein für die Polen) Burg Peremyšlь eroberte. Das damals von den Ruthenen eingenommene Przemyśl wurde 1018 von Bolesław I für Polen zurückerobert. 1085–1141 war es das Zentrum eines eigenständigen ruthenischen Fürstentums Peremyschl. 1240 wurde es durch die Mongolische Invasion der Rus zerstört.
Der Ortsname ist vom slawischen Personennamen Przemysł(aw) (Přemysl, Primislaus usw.) abgeleitet, sprachlich könnte er gleichermaßen ostslawischer sowie westslawischer Herkunft sein, jedoch enthielt die erste Erwähnung den ostslawischen Volllaut (ostslaw. Pere..., statt westslaw. Prze...).

### Königreich Polen

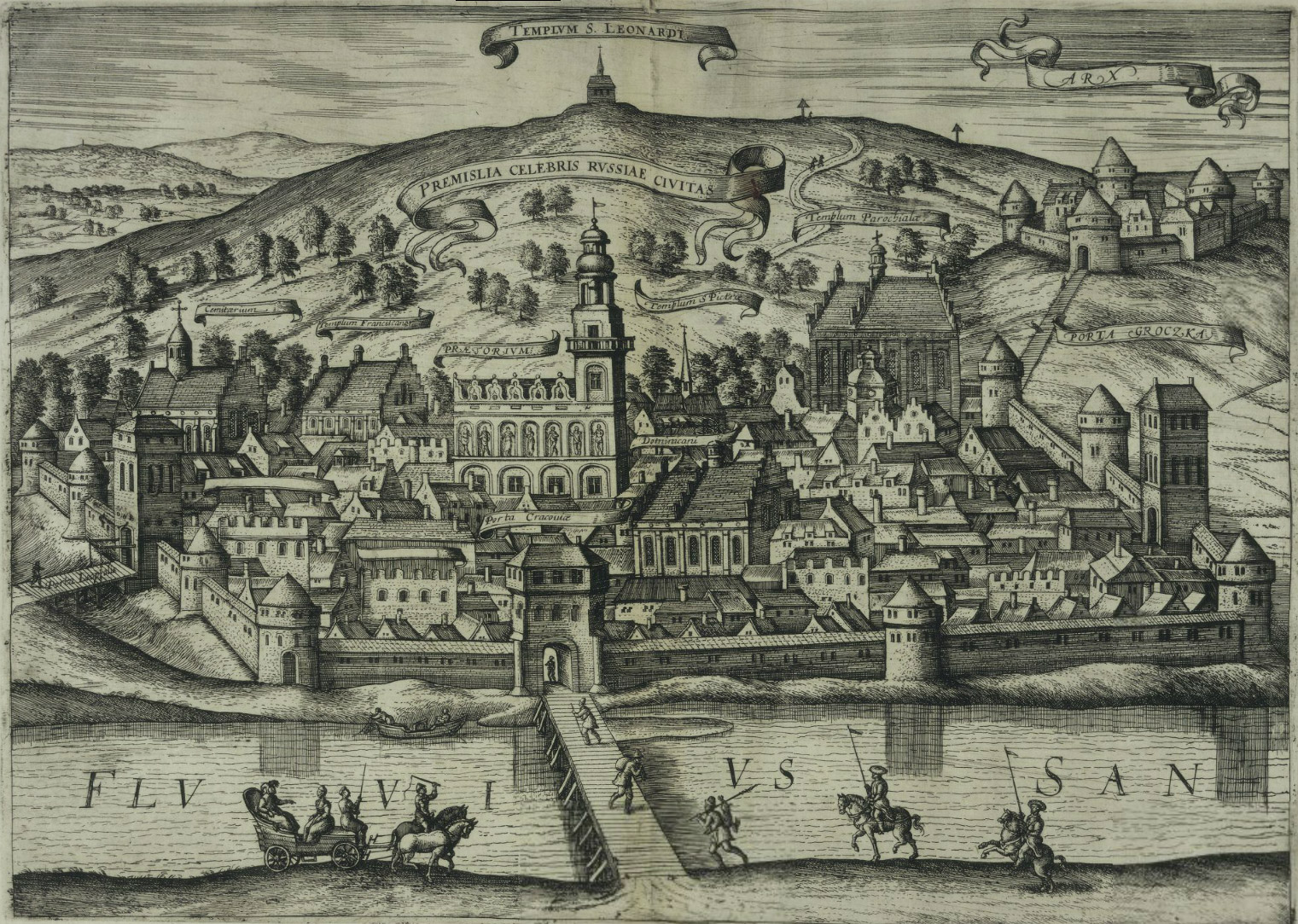
„Premislia, eine bekannte russische Stadt“ (1617)

1340 wurde Przemyśl wie das gesamte Rotruthenien schrittweise von König Kasimir I. für das Königreich Polen in Besitz genommen (Kasimir I. erwarb Erbrechte an Rotruthenien von Fürst Bolesław Georg II.). Bis zum 15. Jahrhundert wurde die Stadt an der Via Regia von deutschen Patriziern dominiert. Im Jahr 1375 gab es in Przemyśl eine der um 20 römisch-katholischen Kirchen im Erzbistum Przemyśl sowie zwei aus drei römisch-katholischen Klöstern (Franziskaner und Dominikaner). Erik von Winsen kam wahrscheinlich im Jahr 1379 in Przemyśl als der de facto erste Organisator des Bistums an. 1389 bekam Przemyśl Stadtrecht nach Magdeburger Recht. Seit 1434 war es Sitz des Przemyśler Landes.
Die folgenden polnischen Könige sorgten für die weitere Entwicklung von Przemyśl. Es entstanden neue weltliche und sakrale Bauten, Neusiedler aus dem In- und Ausland ließen sich nieder, zahlreiche Ordensgemeinschaften und Handwerkerzünfte wurden gegründet. Die Bürger von Przemyśl wussten die Lage der Stadt zu nutzen und gelangten mit Handel zu Wohlstand. Kaufleute errichteten repräsentative Häuser mit Warenlagern, die noch heute an drei Zeilen des geneigten Marktplatzes zu sehen sind.
Das 16. Jahrhundert war ein goldenes Zeitalter in Polen und auch in Przemyśl. Damals begann man in der Stadt mit dem Bau neuer Wehrmauern mit Basteien und drei Toren. Ein Beispiel für den Wohlstand von Przemyśl und seinen Bewohnern – Polen, Ruthenen, Deutschen und Juden – waren das von ihnen errichtete Rathaus sowie die Wasserleitung. Auch die erhaltenen Kirchen der Karmeliter, Jesuiten, Franziskaner und Franziskaner-Reformaten zeugen von der einstigen Bedeutung der Stadt.
Nach dem polnischen Goldenen (16. Jahrhundert) und Silbernen Zeitalter (17. Jahrhundert) kam es wegen des „Jahrhunderts der Kriege“ (ab dem Angriff der Walachen im Jahr 1614 durch den Osmanisch-Polnischen Krieg 1620–1621 bis zum Großen Nordischen Krieg) zur Wirtschaftskrise und die Stadt verfiel.

### Habsburgermonarchie
Przemyśl kam 1772 nach der Ersten Teilung Polens zum Kronland Galizien der Habsburgermonarchie. 1854 wurde es Sitz der Bezirkshauptmannschaft des Bezirks Przemyśl, 1867 wurde noch ein Bezirksgericht errichtet. In den letzten Jahrzehnten vor dem Ersten Weltkrieg wurde die ganze Stadt zu einer Festung gegen die sich entwickelnde Bedrohung durch das Russische Kaiserreich ausgebaut (äußerer Festungsring: 45 km). Der Bau kostete weit mehr als 52,5 Millionen Kronen, 125.000 Arbeiter waren beschäftigt, die zweitgrößte Festung Europas (nach Verdun) zu erbauen. Sie bestand aus dem Innenring mit 18 Forts, drei Schanzen und vier Artillerieständen sowie aus dem Außenring, der 45 km Umfang hatte und mit 15 Hauptforts, 29 Unterstützungsforts und 29 Artilleriepositionen ausgestattet war. 1914 waren dort über 140.000 Soldaten stationiert. Ab etwa Mitte September 1914 geriet die Festung unter wachsenden Druck durch die Kaiserlich Russische Armee. Die bis zur Einnahme durch russische Truppen im März 1915 andauernde Belagerung von Przemyśl gilt als größte Belagerung des Ersten Weltkriegs. Die noch aus 110.000 Soldaten bestehende österreichisch-ungarische Garnison – gefallen waren 20.000 – kapitulierte am 22. März 1915 und ging in russische Kriegsgefangenschaft. Der Fall der Festung Przemyśl war ein schwerer Schlag für die österreichische Moral, eine russische Großoffensive auf die ungarische Tiefebene schien nun möglich. Da die meisten Verteidiger der Festung Ungarn waren, wurde an der Margaretenbrücke in Budapest zum Andenken an die Schlacht ein Denkmal errichtet. Die Bedeutung des Falls der Festung wurde auch von russischer Seite hoch eingeschätzt, so dass sie im April 1915 vom russischen Zaren Nikolaus II. besucht wurde.
Im Juni 1915 folgte nach der Schlacht von Gorlice-Tarnów die Rückeroberung der Region durch k.u.k.-Truppen und das Deutsche Heer. Am 3. und 4. Juni 1915 gelang der 11. bayerischen Division die Rückeroberung der Festung Przemyśl. Dass die für Österreich-Ungarn symbolträchtige Festung durch deutsche Truppen zurückerobert wurde, führte in Wien zu Verstimmungen.

### Przemyśl als bedeutende jüdische Ansiedlung
Erste Zeichen jüdischer Ansiedlung stammen aus dem 11. Jahrhundert. Nachdem die Juden – 1367 unter Kazimir dem Großen und später 1559 von Sigismund II. August bestätigt – in Przemyśl Wohnrecht erhalten hatten – wenn auch außerhalb der Stadtmauern – wurde aus der anfänglich kleinen Gemeinde eine bedeutende jüdische Gemeinschaft mit Schulen, Krankenhäusern und Synagogen. 1869 machten sie mit 5962 Mitgliedern 41 % der Stadtbevölkerung aus; zu diesem Zeitpunkt waren sie bereits voll berechtigte Stadtbürger. Kurz vor dem Ersten Weltkrieg war die Bevölkerung in Przemyśl auf 54.000 Menschen angewachsen, von denen 30 % Juden waren.

### Zwischenkriegszeit
Mit Zerfall der Habsburger-Monarchie begannen die polnischen Bewohner von Przemyśl nach dem Vorbild der Lemberger, um den polnischen Charakter ihrer Stadt zu kämpfen. Am 11. November 1918, nach kurzen Kämpfen zwischen bewaffneten polnischen und ukrainischen Einheiten in den Straßen der Stadt, war Przemyśl polnisch. An die jüngsten polnischen Kämpfer, die in Polen „Adlerjungen von Premyśl“ genannt werden, erinnert bis heute ein großes Denkmal in der Stadt

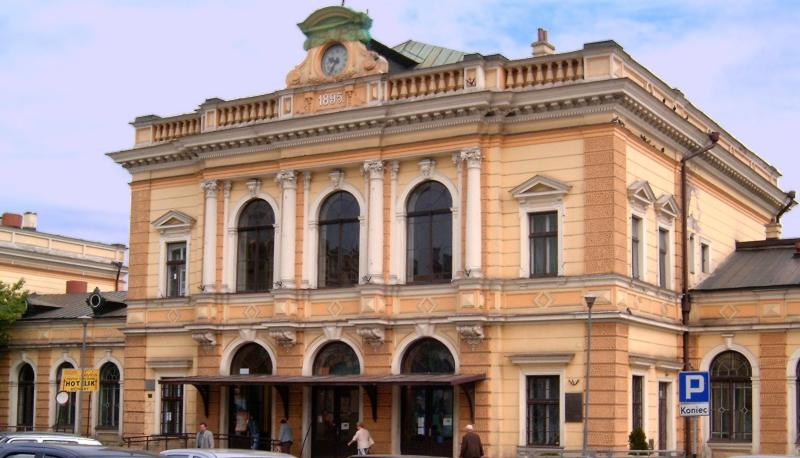
Hauptbahnhof Przemyśl

In der Zwischenkriegszeit gehörte Przemyśl zum wiedererrichteten polnischen Staat, zur Zweiten Polnischen Republik.
Vor dem Zweiten Weltkrieg war Przemyśl das Zentrum einer polnischen Sprachinsel im ukrainischen Sprachraum, die außer der Stadt auch Wilcze, Żurawica, Kruhel Mały, Kuńkowce, Ostrów, Łętownia und Ujkowice umfasste. In den Zwischenkriegsjahren war Przemyśl nach Krakau (Kraków) und Lemberg (Lwów) die drittgrößte Stadt in diesem Teil des Landes. Hier war eine große Garnison der Polnischen Armee stationiert, deren Soldaten im September 1939 aktiv an der Verteidigung der Heimat beteiligt waren.

### Deutsche Besetzung
Durch den Überfall auf Polen wurde die Stadt am 15. September 1939 zunächst vollständig von der Wehrmacht besetzt. Die Sowjetische Besetzung Ostpolens am 17. September 1939 und der Deutsch-Sowjetische Grenz- und Freundschaftsvertrag bedingten am 28. September 1939 den Rückzug der deutschen Truppen hinter den San. Nach dem Deutsch-Sowjetischen Grenz- und Freundschaftsvertrag bildete der Fluss fortan die Grenzlinie der deutschen und der sowjetischen Interessensphären. Dabei wurde die Stadt geteilt: alle Gebiete nördlich des San kamen faktisch unter Verwaltung des Deutschen Reichs innerhalb des neugegründeten Generalgouvernements. Der Rest der Stadt wurde der Roten Armee übergeben. Vor der Übergabe verübte eine SS-Einsatzgruppe das Massaker von Przemyśl. Daran nahmen auch Soldaten der Wehrmacht teil, obwohl der Oberbefehlshaber des Heeres Walther von Brauchitsch dies in einem Befehl vom 24. September 1939 verboten hatte. Innerhalb der Sowjetunion wurde der nun Peremyschl (Перемышль) genannte Ort südlich des San zur Hauptstadt eines gleichnamigen Ujesd Peremyschl. Nach einer Verwaltungsreform wurde der Ort ab dem 10. Januar 1940 dann zum Hauptort des Rajons Peremyschl.
Der dem Generalgouvernement zugeordnete nördliche Teil der Stadt wurde spätestens ab dem 13. Juli 1940 offiziell als Deutsch Przemysl bezeichnet. Er bildete innerhalb des neu geschaffenen Generalgouvernements im Distrikt Krakau eine kreisfreie Stadt. Bis dahin war sie der Kreishauptmannschaft Jaroslau zugeordnet. Die Fläche der neu geschaffenen Stadt betrug zunächst 50 km² und hatte eine Bevölkerung von 31.795 Einwohnern. Am 1. Januar 1941 erhöhte sich die Fläche des Stadtkreises Deutsch-Przemysl nach Eingemeindungen umliegender Ortschaften bereits auf 119,52 km² und hatte zu diesem Zeitpunkt noch 16.502 Einwohner.
Kurz nach dem deutschen Überfall auf die Sowjetunion am 22. Juni 1941 wurde auch der sowjetische Teil der Stadt durch die Wehrmacht erobert und am 15. November 1941 eine erneute Gemeindereform vorgenommen. An diesem Tag wurde die Kreishauptmannschaft und der Gemeindeverband Przemysl im Generalgouvernement, Distrikt Krakau, gegründet. Deutsch-Przemysl als eigenständige Stadt bestand somit bis zu diesem Tag, als es mit dem bis dahin von der Sowjetunion verwalteten südlichen Teil von Przemyśl zu einer Gemeinde wieder zusammengelegt wurde. Die Stadt wurde ein Teil des Generalgouvernements bzw. des Distrikts Galizien.

### Volksrepublik Polen
Am 28. Juli 1944 eroberte die Rote Armee Przemyśl im Rahmen der Lwiw-Sandomierz-Operation zurück, die Stadt verblieb aber offiziell bis März 1945 im sowjetischen Staatsgebiet, danach wurde sie samt einem Teil des Rajons an Polen zurückgegeben.
1947 betrieb die kommunistische polnische Regierung die Aktion Weichsel, eine große Zwangsumsiedlung ethnischer Ukrainer aus dem Südosten der Volksrepublik Polen, darunter aus den heutigen Stadtteilen von Przemyśl (1956, 1961, 1976 und 2009 kam es zur Vergrößerung der Stadt durch Eingemeindungen), in den Norden und Westen des Staatsterritoriums, in die sogenannten wiedergewonnenen Gebiete.

## Sehenswürdigkeiten
- Altstadt
- Kathedrale von Przemyśl
- Franziskanerkirche
- Karmelitenkirche

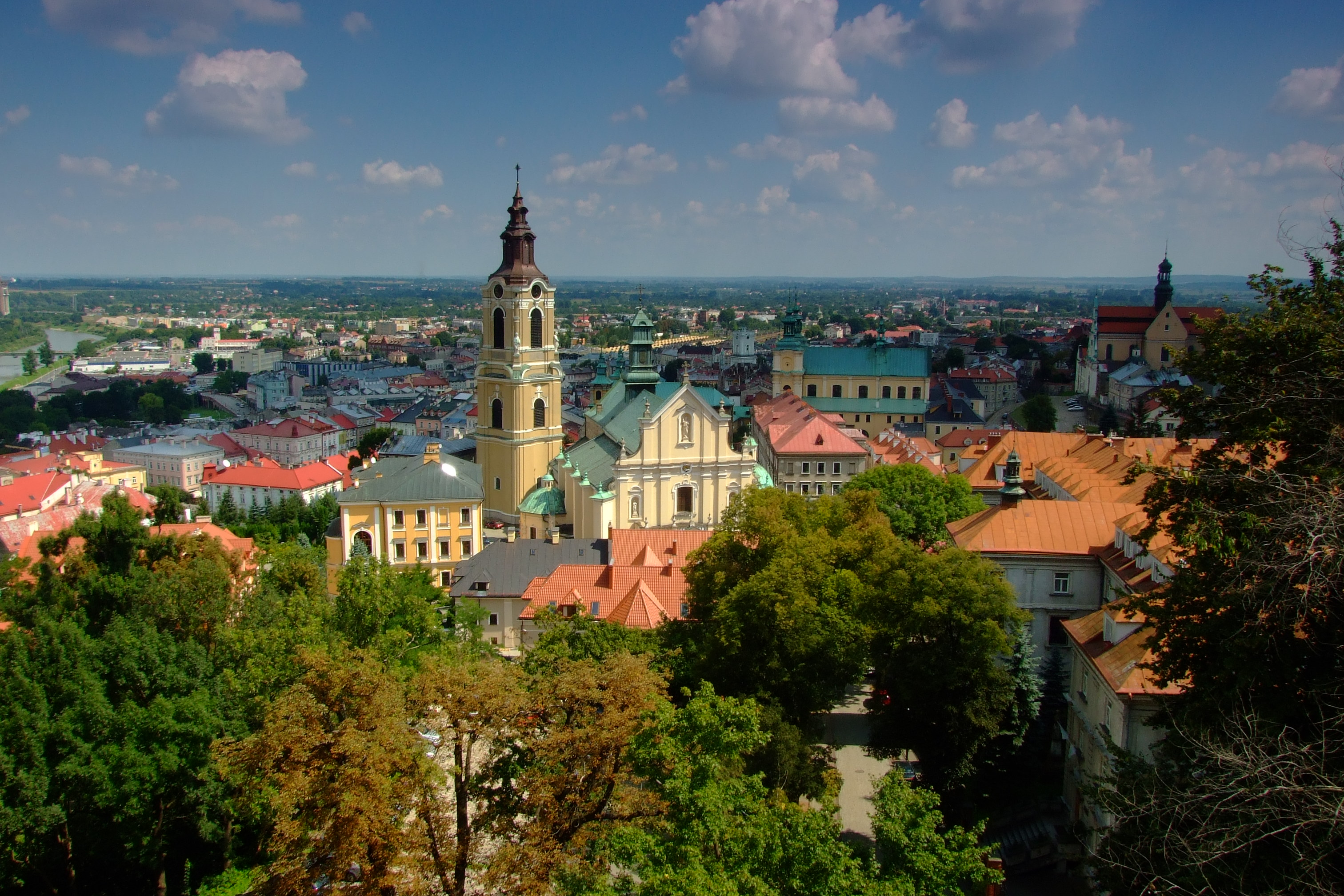
Blick vom Schlossberg

- die griechisch-katholische Johannes-Kathedrale
- die Ukrainische griechisch-katholische Kirche
- verschiedene Klöster.

Museen
Zivilschutzbunker (Schron Kierowania Obroną Cywilną)
Nationalmuseum (Muzeum Narodowe Ziemi Przemyskiej)
Museum Festung Przemyśl (Muzeum Twierdzy Przemyśl)

## Verwaltungsgliederung
Die Stadtgemeinde wird in 21 Stadtteile (osiedle, plural osiedla) aufgeteilt. Die Grenzen und Namen der Stadtteile decken sich meistens nicht mit der eingemeindeten Dörfern und Siedlungen. Diese sind nur im TERYT-Register beibehalten (38 Ortsteile).
Neben der kreisfreien Stadt Przemyśl besteht auch eine gleichnamige Landgemeinde (gmina wiejska). Die Landgemeinde Przemyśl hat eine Fläche von 108,42 km² und umfasst die Stadt Przemyśl im Westen, Süden und Osten. Zu ihr gehören 16 Ortschaften mit einem Schulzenamt.
Nach dem Zweiten Weltkrieg wurden mehrere umliegende ehemals eigenständige Dörfer eingemeindet, dazu gehören Kruhel Mały, Kruhel Wielki, Przekopana, Sielec und Wilcza/Wilcze.

## Verkehr
Przemyśl ist über die West-Ost-Verbindung Autostrada A4 an das überregionale Straßennetz angebunden.

## Gedenkstätten
Der Volksbund Deutsche Kriegsgräberfürsorge hat bei Przemyśl eine Kriegsgräberstätte für über 5.000 deutsche Gefallene angelegt (Zahl von Dezember 2011). Eine Anlage mit österreichisch-ungarischen Gefallenen aus dem Ersten Weltkrieg befindet sich an derselben Straße (ul. Przemysława).

## Persönlichkeiten

### Ehrenbürger
- 1. November 1925: Leonard Tarnawski (1845–1930), polnischer Verfassungsrechtler
- 20. Oktober 1997: Wilhelm Lüke (1934–2021), deutscher Politiker und Sonderschulrektor
- 20. Oktober 1997: Heidi Wernerus-Neumann (1947–2011), deutsche Politikerin

### Söhne und Töchter der Stadt
- Zacharias Kopystenski (16./17. Jahrhundert), orthodoxer Theologe und Autor und Archimandrit
- Mosche Teitelbaum (1759–1841), chassidischer Rabbiner
- Boris Antonowitsch Tschetwertinski (1784–1865), Oberst der Russischen Armee
- Hieronymus Ferdinand Rudolf von Colloredo-Mannsfeld (1842–1881), Politiker, betrieb auch prähistorische Forschungen
- Henryk Jordan (1842–1907), Mediziner, Professor für Gynäkologie und Geburtshilfe
- Teofil Kopystynskyj (1844–1916), ukrainischer Maler, Porträtist und Restaurator
- August von Spiess (1864–1953), österreichisch-rumänischer Offizier, Schriftsteller, Jäger und Jagdmeister
- Stepan Rudnyzkyj (1877–1937), ukrainischer Geograph und Kartograf
- Rafał Taubenschlag (1881–1958), Rechtshistoriker
- Maksymilian Rose (1883–1937), Neurologe und Psychiater
- Helene Deutsch (1884–1982), österreichisch-US-amerikanische Psychoanalytikerin und Mitarbeiterin Sigmund Freuds
- Matthias Mieses (1885–1945), osteuropäischer Philologe, Kulturhistoriker und Journalist
- Alfred Bisanz (1890–1951), Soldat und Politiker
- Seweryn Barbag (1891–1944), polnischer Komponist, Musikwissenschaftler und -pädagoge
- Czesław Marek (1891–1985), Komponist
- Zdzisław Styczeń (1894–1978), polnischer Fußballspieler
- Władysław Segda (1895–1994), Fechter
- Margarethe Martiny-Holzhausen (1893–1976), Künstlerin
- Karl F. Sommer (1895–nach 1960), deutsch-österreichischer Filmproduzent und -kaufmann
- Manes Kartagener (1897–1975), Schweizer Internist
- Joachim Astel (1901–1942), Rabbiner, Opfer des Nationalsozialismus
- Karl Duldig (1902–1986), österreichisch-australischer Bildhauer
- Moshe Ziffer (1902–1989), israelischer Bildhauer
- Stella Klein-Löw (1904–1986), österreichische Lehrerin und Politikerin
- Artur Malawski (1904–1957), Komponist, Pädagoge und Dirigent
- Herbert Krimm (1905–2002), deutscher ev. Theologe und Diakoniewissenschaftler
- Otto Axer (1906–1983), Bühnenbildner und Maler
- Jacques Singer (1910–1980), amerikanischer Violinist und Dirigent
- Manfred Straka (1911–1990), österreichischer Historiker
- Franz Marek (1913–1979), kommunistischer Widerstandskämpfer, Mitbegründer des Eurokommunismus
- Iwan Choma (1923–2006), ukrainischer katholischer Erzbischof
- Zeev Sternhell (1935–2020), israelischer Politologe und Historiker
- Celino Bleiweiß (* 1937), deutscher Regisseur und Drehbuchautor
- Jerzy Bartmiński (1939–2022), Literatur- und Sprachwissenschaftler
- Jürgen-Heinrich Schmidt (* 1942), deutscher Kommunalpolitiker
- Wassylij Medwit (1949–2024), Ordensgeistlicher, Weihbischof in Donezk-Charkiw
- Adam Wodnicki (* 1951), Pianist und Musikpädagoge
- Leszek Żyliński (* 1954), Germanist und Literaturhistoriker
- Marek Kuchciński (* 1955), Politiker
- Małgorzata Marcinkiewicz (* 1962), Politikerin
- Krzysztof Chudzio (* 1963), Geistlicher und römisch-katholischer Weihbischof in Przemyśl
- Wojciech Pomajda (* 1968), Politiker
- Piotr Tomański (* 1969), Abgeordneter des Sejm
- Grzegorz Zajączkowski (* 1980), Sprinter

## Politik

### Stadtpräsident
An der Spitze der Stadtverwaltung steht der Stadtpräsident. Von 2002 bis 2018 war dies Robert Choma, der zunächst für die PiS, aus der er 2007 ausgeschlossen wurde, und später für sein eigenes Wahlkomitee antrat. Nachdem Choma 2018 nicht mehr antrat, wurde Wojciech Bakun (Kukiz’15) zum neuen Stadtpräsidenten gewählt. Er verließ zwischenzeitlich seine Partei und trat 2024 mit seinem eigenen Wahlkomitee an. Die turnusmäßige Wahl im April 2024 führte zu folgenden Ergebnis:
- Wojciech Bakun (Wahlkomitee „Wojciech Bakun – Gemeinsam für Przemyśl“) 46,2 % der Stimmen
- Tomasz Dziumak (Koalicja Obywatelska) 19,8 % der Stimmen
- Maciej Kamiński (Wahlkomitee Maciej Kamiński) 14,6 % der Stimmen
- Robert Bal (Wahlkomitee „Robert Bal – Przemyśl gehört uns“) 11,8 % der Stimmen
- Joanna Tomczyk (Wahlkomitee „Unser Przemyśl“) 4,9 % der Stimmen
- Übrige 2,8 % der Stimmen

In der notwendigen Stichwahl konnte sich Amtsinhaber Bakun klar mit 73,5 % der Stimmen gegen den KO-Kandidaten Dziumak durchsetzen und wurde für eine zweite Amtszeit wiedergewählt.
Die turnusmäßige Wahl im Oktober 2018, bei der Amtsinhaber Robert Choma nicht mehr antrat, führte zu folgenden Ergebnis:
- Wojciech Bakun (Kukiz’15) 41,5 % der Stimmen
- Janusz Hamryszczak (Prawo i Sprawiedliwość) 26,4 % der Stimmen
- Wojciech Błachowicz (Koalicja Obywatelska) 25,2 % der Stimmen
- Tomasz Kulawik (Sojusz Lewicy Demokratycznej / Lewica Razem) 6,9 % der Stimmen

In der notwendigen Stichwahl konnte sich Bakun klar mit 74,8 % der Stimmen gegen den PiS-Kandidaten Hamryszczak durchsetzen und neuer Stadtpräsident werden.

### Stadtrat
Der Stadtrat umfasst 23 Mitglieder, die direkt gewählt werden. Die Wahl im April 2024 führte zu folgendem Ergebnis:
- Wahlkomitee „Wojciech Bakun – Gemeinsam für Przemyśl“ 27,4 % der Stimmen, 8 Sitze
- Koalicja Obywatelska (KO) 27,1 % der Stimmen, 7 Sitze
- Wahlkomitee Maciej Kamiński 17,5 % der Stimmen, 5 Sitze
- Wahlkomitee „Robert Bal – Przemyśl gehört uns“ 13,9 % der Stimmen, 2 Sitze
- Wahlkomitee „Unser Przemyśl“ 9,4 % der Stimmen, 1 Sitz
- Übrige 4,7 % der Stimmen, kein Sitz

Die Wahl im Oktober 2018 führte zu folgendem Ergebnis:
- Kukiz’15 25,9 % der Stimmen, 6 Sitze
- Koalicja Obywatelska (KO) 25,8 % der Stimmen, 6 Sitze
- Wahlkomitee Przemyśl „Regia Civitas“ 19,2 % der Stimmen, 4 Sitze
- Prawo i Sprawiedliwość (PiS) 15,1 % der Stimmen, 4 Sitze
- Sojusz Lewicy Demokratycznej (SLD) / Lewica Razem (Razem) 14,1 % der Stimmen, 3 Sitze

### Partnerstädte
Przemyśl listet folgende zehn Partnerstädte auf:
| Stadt                   | Land                                  | seit |
| ----------------------- | ------------------------------------- | ---- |
| Drohobytsch             | Ukraine                               | 2001 |
| Chivasso                | Piemont, Italien                      | 2017 |
| Eger                    | Észak-Magyarország, Ungarn            | 2003 |
| Humenné                 | Prešovský kraj, Slowakei              | 2010 |
| Kamjanez                | Oblast Chmelnyzkyj, Ukraine           | 1997 |
| Lwiw                    | Ukraine                               | 1995 |
| Mostyska                | Oblast Lwiw, Ukraine                  | 2008 |
| Paderborn               | Nordrhein-Westfalen, Deutschland      | 1993 |
| Truskawez               | Oblast Lwiw, Ukraine                  | 2004 |
| District South Kesteven | East Midlands, Vereinigtes Königreich | 1994 |